# Bady Bassitt
Bady Bassitt este un oraș în São Paulo (SP), Brazilia.